# Рецензирование

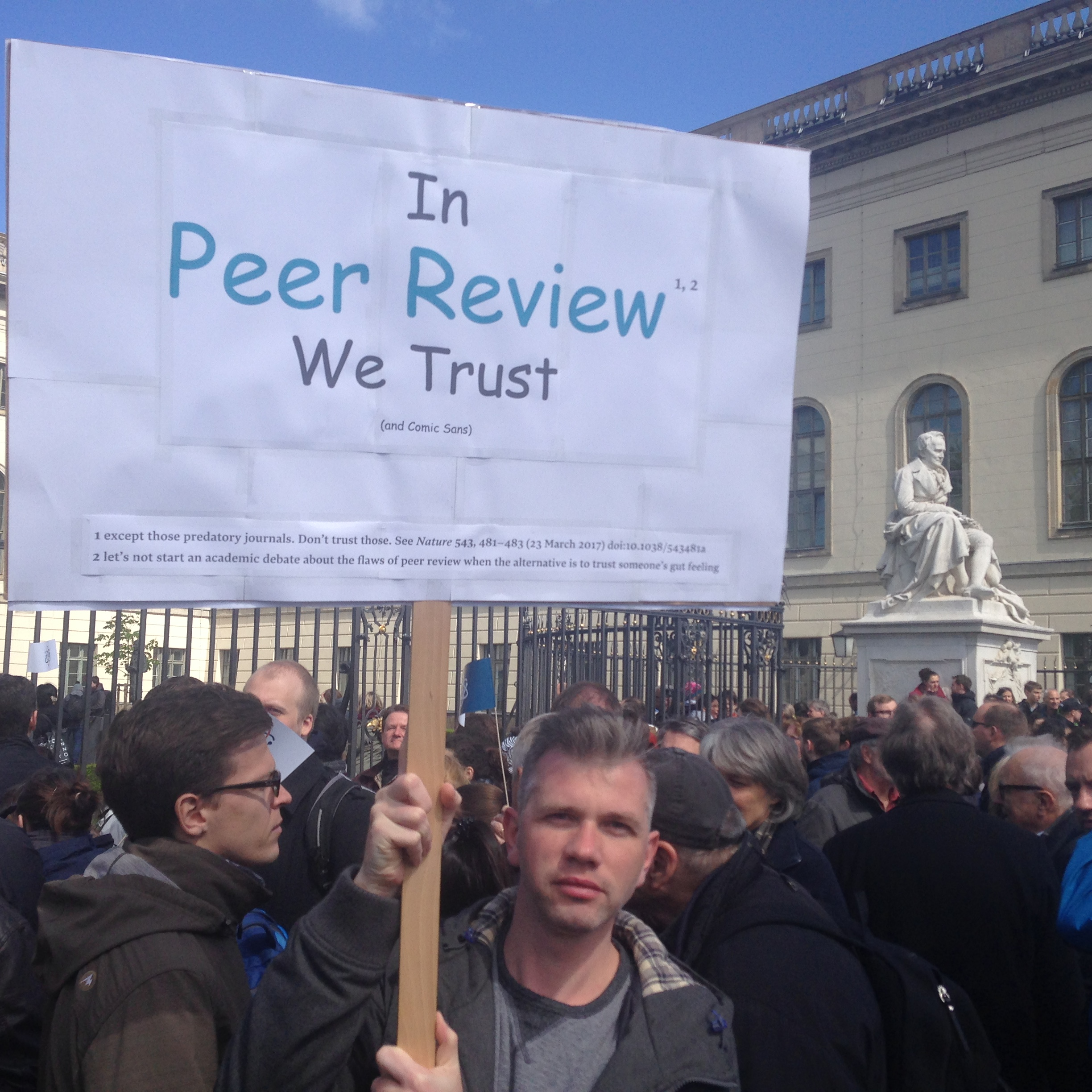
«На рецензирование уповаем»

Рецензирование (англ. peer review) — процедура рассмотрения научных статей и монографий учёными-специалистами в той же области (отсюда название в некоторых языках — «рассмотрение коллегами», «равными»: англ. peer review, исп. revisión por pares). Цель рецензирования до публикации — убедиться в точности и достоверности изложения и в необходимых случаях добиться от автора следования стандартам, принятым в конкретной области или науке в целом. Публикации произведений, не прошедших рецензирования, часто воспринимаются с недоверием профессионалами во многих областях науки и искусства.
Считается, что практику предварительного рецензирования присылаемых для публикации научных рукописей независимыми экспертами ввёл в обиход Генри Ольденбург.

## Описание
Процедура двойного независимого рецензирования производится всеми журналами, входящими в списки Scopus и Web of Science (WoS).
Рецензирование используется издателями для отбора и оценки представленных рукописей. После публикации рецензирование может быть использовано в качестве рекламы публикации, в этом случае, в отличие от предыдущего, рецензия также публикуется в открытой печати.[уточнить]
Обязательному рецензированию подвергаются также диссертации на соискание учёных степеней, а нередко и дипломные проекты выпускников высших учебных заведений. Научно-исследовательскими организациями и вузами, а также различными финансирующими организациями рецензирование проводится при оценке продуктивности учёных или для принятия решений о выделении средств на исследования, проводимые данными учёными.
В последнее время появились попытки проверить систему рецензирования путём предоставления явно бессмысленных произведений, но написанных псевдонаучным языком. Успешные попытки такого рода принадлежат компьютерной программе SCIgen — несколько статей, сгенерированных случайным образом, были приняты к публикации в американском, иранском и российских журналах.
Существуют также различные степени ослепления: 1) одинарное (single-blind peer review): рецензент знает личность автора, но не наоборот. 2) двойное (double-blind peer review): рецензент и автор анонимны друг для друга. 3) тройное (triple-blind peer review): помимо двойного ослепления выше, личность автора неизвестна также редактору во время процесса рассмотрения рукописи (используется в следующих журналах: Philosophy and Phenomenological Research, The British Journal for the Philosophy of Science, BMJ Quality & Safety, Molecular Cell. 4) четверное (quadruple-blind peer review): помимо тройного ослепления выше, личность редактора неизвестна ни автору, ни рецензенту, а только лишь редколлегии журнала (используется только в журнале Ethics).

## Структура научной рецензии
Примерный план рецензирования:
Наименование рецензируемой работы:
- Здесь должно быть указано полное название произведения или исследования.

Автор работы:
- Указание автора или авторов, их академические или профессиональные достижения.

Актуальность темы:
- Обоснование важности исследуемой темы в текущем контексте.

Обзор литературы:
- Оценка того, насколько хорошо автор проанализировал существующие работы по данной теме.

Система доказательств:
- Оценка корректности методов исследования, их достоверности и объективности.

Полнота раскрытия проблемы:
- Анализ глубины изучения темы и освещения всех её аспектов.

Результаты анализа экономической целесообразности:
- Если это актуально для работы, оценка экономического обоснования выводов.

Чёткость выводов:
- Насколько ясно и убедительно автор формулирует свои заключения.

Использование научного аппарата:
- Оценка корректности использования терминологии, методов и инструментов.

Оформление работы:
- Оценка соответствия стандартам и требованиям (например, ГОСТ).

Недостатки работы:
- Критический разбор слабых моментов исследования.

Общий вывод о работе:
- Рекомендации к допуску работы к защите или предоставлению иного права, а также возможные предложения по доработке.

Этот план обеспечивает всеобъемлющий подход к рецензированию работы и позволит получить качественную оценку рассматриваемого исследования.